# Tercera Regional de Aragón
La Tercera Regional de Aragón es la quinta categoría de fútbol regional masculino en Aragón y la décima y última en términos absolutos. Está organizada por la Real Federación Aragonesa de Fútbol y la componen cuatro grupos, con un total de sesenta equipos. Al finalizar la temporada ascienden a Segunda Regional B de Aragón los primeros clasificados de cada grupo. Tanto jugadores como entrenadores son aficionados y los árbitros son los únicos que perciben una remuneración. Al ser la última categoría, no hay descensos. Todos los equipos están ubicados en Zaragoza y alrededores, lo que le otorga un carácter más comarcal que regional.

## Sistema de competición
Para la temporada 2024-25 la categoría está dividida en cuatro grupos de quince equipos en la que cada uno que disputaban una liga a dos vueltas. Los primeros clasificados de cada grupo ascienden directamente a Segunda Regional B. En otras temporadas se jugó una liguilla o play-off de promoción. Al ser Tercera Regional la última categoría del fútbol aragonés, ningún equipo desciende a una división inferior, lo que mitiga las tensiones existentes en divisiones superiores.

## Ámbito geográfico
A pesar de su nombre, la categoría solo reúne a equipos de Zaragoza y de localidades de su provincia próximas a la capital. Poblaciones como Zuera o La Muela son las más alejadas de Zaragoza de entre las que cuentan con equipos. Esto hace que la competición tenga en realidad un carácter inferior al provincial y algo superior al comarcal. La causa es la gran concentración de equipos en esta zona en la que vive más de la mitad de la población aragonesa.

## Carácter aficionado
Jugadores y entrenadores son aficionados, no existiendo profesionales en esta categoría. Con sus recursos deben pagar diversos gastos: inscripción del equipo en la competición; ficha de cada jugador para que disponga de un seguro; remuneración del árbitro; equipación, balones y otros materiales; multas y alquiler del campo de juego. Para ayudar a sufragar estas cargas, los clubes reciben una pequeña subvención que la Federación Aragonesa de Fútbol destina al fomento del fútbol aficionado.

## Arbitraje
Los partidos son arbitrados por un único colegiado sin la ayuda de asistentes. Este árbitro es el único que percibe una pequeña remuneración de la Federación a cambio de su participación en el evento. Los árbitros novatos acceden a esta categoría por antigüedad, normalmente al año siguiente a aprobar el curso de acceso a la actividad, y combinan su actuación en Tercera Regional con su actividad como jueces de línea en Primera Regional —primera categoría en la que la presencia de árbitros asistentes es obligatoria—  y Liga Nacional Juvenil, así como de árbitros únicos en competiciones con futbolistas de edades inferiores. Además de ellos, también intervienen en Tercera Regional colegiados de categorías superiores.